# ギヨーム2世 (フランドル伯)

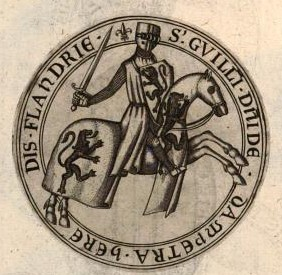
ギヨーム2世のシール

ギヨーム2世・ド・ダンピエール（Guillaume II de Dampierre, 1224年 - 1251年6月6日）はフランドル伯。父はダンピエール伯ギヨーム2世、母はフランドル女伯兼エノー女伯マルグリット2世。異父兄にエノー伯ジャン1世、弟にギー、ジャンがいる。

## 生涯
1244年に母から後継者に指名されたが、異父兄ジャンが反発、フランドル継承戦争が発生した。1246年、フランス王ルイ9世の調停でフランドルはギヨーム、エノーはジャンが継ぐと決められ、翌1247年にフランドルを譲られた。11月にブラバント公アンリ2世の娘ベアトリクスと結婚。
その後、ジャンと再戦に及ぶも1250年に和睦。しかし、翌1251年6月6日、馬上槍試合の最中に殺害された。この為、弟のギーが再び戦争を始めた。フランドル伯爵位は母が復位、後にギーに譲られた。ダンピエール伯爵位は弟のジャンが継承した。